# Ravine du Sud
Pour les articles homonymes, voir Ravine.
La ravine du Sud est un cours d'eau qui coule à Haïti dans la péninsule de Tiburon à travers le département du Sud et l'arrondissement des Cayes. 

## Géographie
La Ravine du Sud prend sa source dans les contreforts du pic de Macaya situé dans le massif de la Hotte. Elle s'écoule vers l'Est et traverse la ville de Camp-Perrin. Elle s'oriente ensuite vers le Sud pour rejoindre del mar del Caraïbe au niveau de la ville portuaire des Cayes, en face de l'île à Vache.

## Étymologie
Ce cours d'eau doit son nom toponymique à son courant parfois impétueux et à son érosion qui lui donne un aspect de ravine.
Elle est également connue sous les appellations de « Grande Ravine du Sud » ainsi que sous celui d' « Ancienne Rivière la Ravine ».

## Histoire
En 2002, lors de l'ouragan Lili, la rivière de la Ravine du Sud a débordé et inondé les bas quartiers de Camp-Perrin. 